# Bushenyi
Bushenyi è un centro abitato dell'Uganda, situato nella Regione occidentale.